# Шумков, Григорий Григорьевич
 Григо́рий Григо́рьевич Шумко́в  (5 октября 1920 — 14 ноября 1993) — командир роты 705-го стрелкового полка (121-я стрелковая дивизия, 60-я армия, Центральный фронт). Капитан. Герой Советского Союза.

## Биография
Родился 5 октября 1920 года родился в деревне Парасино в крестьянской семье. Окончил 7 классов Боровской школы. После окончания курсов бухгалтеров работал в родной деревне счетоводом в колхозе имени Молотова. В 1940 году был призван в Красную Армию Соликамским РВК.
На фронте — с августа 1941 года. В 1942 году окончил курсы младших лейтенантов. Воевал на Воронежском, Центральном, 1-м Украинском фронтах. Участвовал в боях на Курской дуге, за освобождение Сумской, Полтавской, Житомирской, Киевской областей.
Командир роты 705-го стрелкового полка старший лейтенант Шумков особо отличился в сентябре 1943 года при форсировании Днепра. Рота Шумкова на подручных средствах переправилась через Днепр в районе села Глебовка, захватив плацдарм, отразила несколько контратак противника; стремительной атакой освободила близлежащий населённый пункт. В уличном бою Шумков, будучи раненым, продолжал руководить боем.
Указом Президиума Верховного Совета СССР от 17 октября 1943 года за успешное форсирование реки Днепр севернее Киева, прочное закрепление плацдарма на западном берегу реки Днепр и проявленные при этом отвагу и геройство старшему лейтенанту Шумкову Григорию Григорьевичу присвоено звание Героя Советского Союза с вручением ордена Ленина и медали «Золотая Звезда».
После лечения в госпитале вернулся в Соликамск, был командиром роты в строительном батальоне.
С 1956 года — в отставке. Окончил партийную школу. Жил в Соликамске. Был на административно-хозяйственной работе.

## Награды
- Медаль «Золотая Звезда» (17.10.1943)[3];
- орден Ленина (17.10.1943);
- орден Красного Знамени (30.10.1943)[4];
- орден Отечественной войны 1-й степени (11.03.1985)[5];
- медаль «За боевые заслуги» (1943)[6];
- медали[7].